# Théophile Hyacinthe Busnel
Ne doit pas être confondu avec Théophile Busnel.
Pour les articles homonymes, voir Busnel.
Théophile Hyacinthe Marie Busnel, né le 21 décembre 1882 à Rennes (Ille-et-Vilaine), et mort le 5 septembre 1908 à Saint-Briac-sur-Mer (Ille-et-Vilaine), est un illustrateur français.

## Biographie
Né à Rennes en 1882, Théophile Hyacinthe Busnel est le fils de l'illustrateur breton Théophile Jean-Marie Busnel (1843-1918) et de Marguerite Butaut (1850-1940). Il est leur septième et dernier enfant.
Il travaille pour le journal montréalais, La Patrie, à partir de 1904. Plusieurs des pages couleurs du samedi sont de sa main et il y perpétue Les Aventures de Timothée créé par Albéric Bourgeois et que dessinera plus tard Arthur Lemay,. En effet, après le départ de Bourgeois pour La Presse, Thimotée continue d'exister dans La Patrie et sous sa direction mais dessiné cette fois par Busnel jusqu'en septembre 1908, et il fera de même avec La Famille Citrouillard jusqu'en 1906, en alternance cette fois avec René-Charles Béliveau : les deux dessinateurs, Busnel et Béliveau, mêleront même les deux univers à titre occasionnel.
Le roman d'Arsène Bessette, Le Débutant (1914), est illustré, à titre posthume, par un frontispice et des dessins de Théophile Hyacinthe Busnel,. 

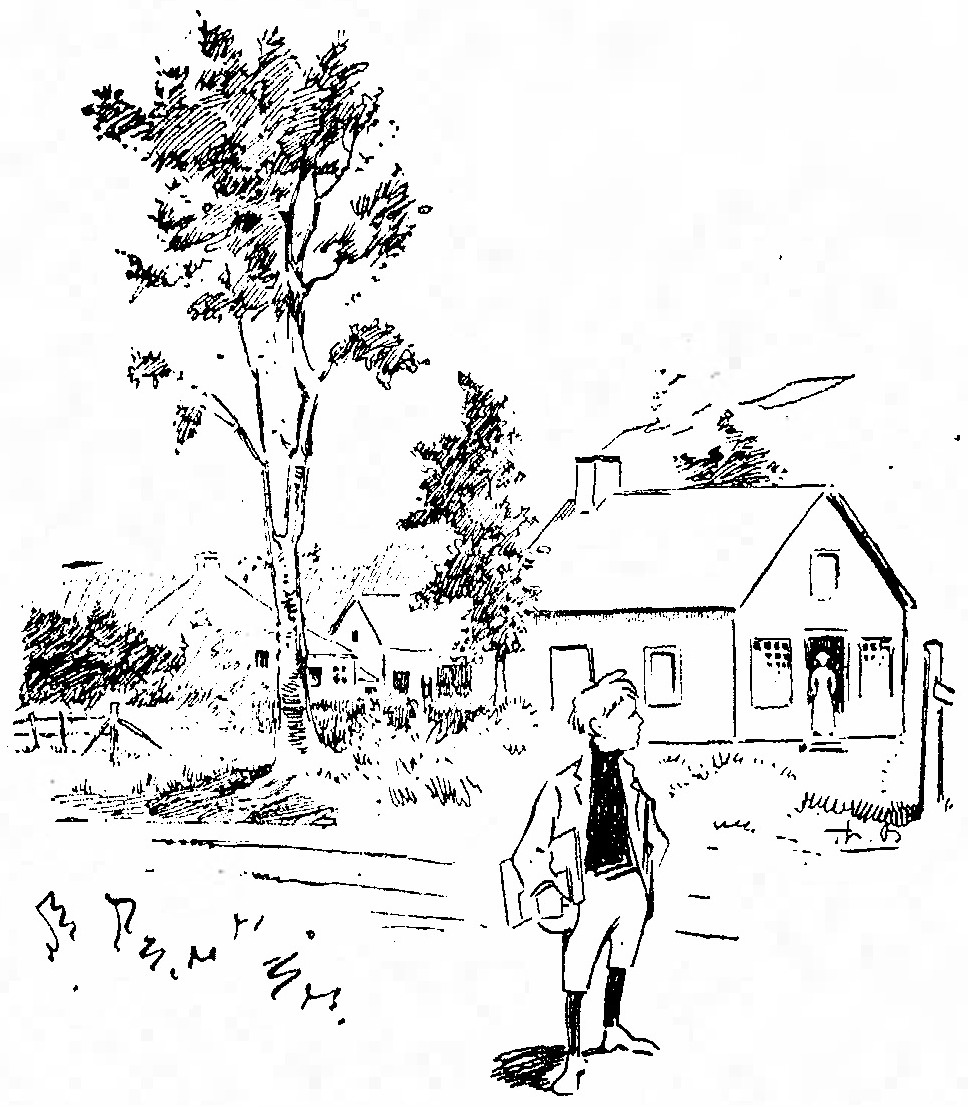
Illustration tirée du roman Le Débutant.

Atteint de tuberculose, Busnel rentre en France pour y faire un séjour de convalescence chez ses parents à Saint-Briac, laissant à Montréal sa femme Marie-Albertine Chaussé et son enfant, Joseph Albert Yves Busnel, né en 1907. Il dessine et envoie de Bretagne, durant les deux derniers mois de sa vie, un certain nombre d'épisodes de Timothée.